# 日産化学
日産化学株式会社（にっさんかがく）は、日本の化学メーカー。1887年（明治20年）4月、日本初の化学肥料製造会社として誕生した。日経平均株価およびJPX日経インデックス400の構成銘柄の一つ。
旧日産コンツェルンの流れを汲むが、戦後の財閥解体により、現在は旧日本産業の源流を承継するENEOSホールディングスとも、今も日産を名乗る中では最大の日産自動車とも資本関係はない。ただし、日産・日立グループの企業で構成される、春光懇話会の会員会社（春光グループ）の一つである。
また、化学肥料商品のほか農薬関連商品『ラウンドアップ』シリーズも展開している

## 沿革
- 1887年（明治20年）4月 - 高峰譲吉博士が、イギリス留学中に化学肥料製造工場を見学した内容を日本に紹介した。これを受けて、渋沢栄一（第一銀行創業者）、益田孝（当時の三井財閥有力関係者）など当時の財界の首脳が発起人となり、当社の前身である東京人造肥料会社を設立。
- 1889年（明治22年）7月 - 日本舎密製造会社（のちの日本化学肥料株式会社）設立。
- 1892年（明治25年）- 大阪硫曹株式会社創業[5]。
- 1893年（明治26年）12月 - 東京人造肥料株式会社に社名変更。
- 1895年（明治28年）12月 - 合資会社王子製造所（のちの関東酸曹株式会社）設立。
- 1910年（明治43年）7月 - 東京人造肥料会社が大日本人造肥料株式会社に商号変更。同年10月、大阪硫曹を合併[6]。
- 1922年（大正11年）6月 - 大正運送株式会社（現・日産物流）設立。
- 1923年（大正12年）5月 - 関東酸曹と日本化学肥料を合併、肥料・酸アルカリ製造の化学会社となる。
- 1930年（昭和5年）- ヤマハ釧路工場を買い取る。
- 1932年（昭和7年）10月 - 株式会社文化農報社（現・日星産業）設立。
- 1937年（昭和12年）12月 - 日産化学工業株式会社に商号変更。
- 1943年（昭和18年）4月 - 日本鉱業株式会社（現・ENEOSホールディングス）に合併、同社の化学部門となる。
- 1945年（昭和20年）4月 - 日本油脂株式会社が、日本鉱業の化学部門の営業包括譲渡を受け、日産化学工業株式会社に商号変更。
- 1947年（昭和22年）10月30日 - 昭和天皇が富山工場に行幸（昭和天皇の戦後巡幸の一環）[7]。
- 1949年（昭和24年）5月 ‐ 証券取引所の再開に伴い、株式上場。
- 1949年（昭和24年）7月 ‐ 同社の油脂、塗料、火薬、溶接部門を分離し、日本油脂株式会社（現・日油）を設立。
- 1969年（昭和43年）3月7日 - 地震により王子工場のタンク2基が崩れ硫酸などが流出[8]。
- 2018年（平成30年）7月 - 本社を現在地（日本橋高島屋三井ビルディング）へ移転し、同時に日産化学株式会社へ商号変更。

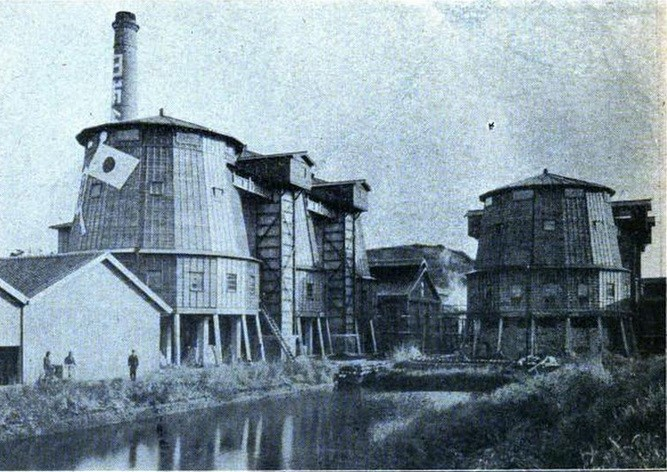
日本舎密 1908年頃
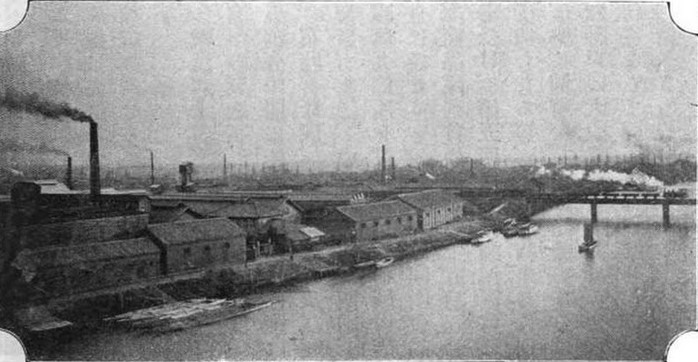
大阪硫曹 1908年頃
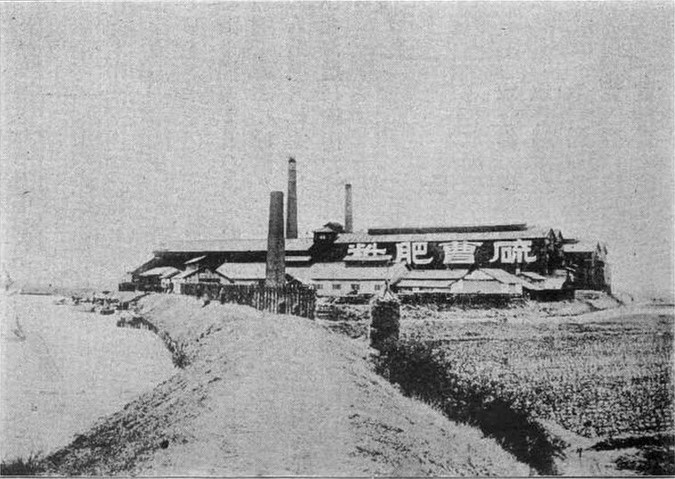
大阪硫曹大和田工場 1908年頃
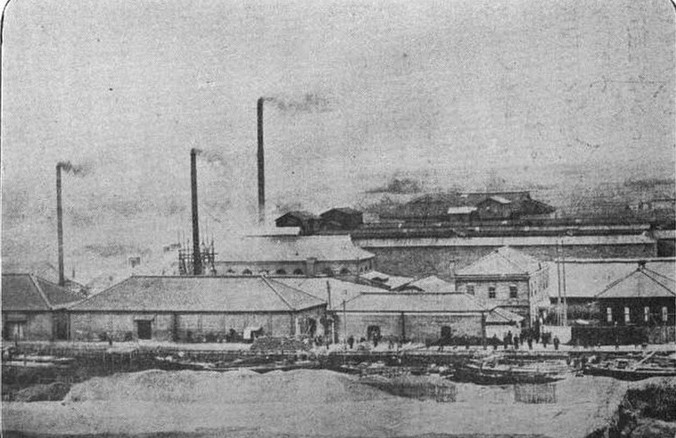
東京人造肥料 1908年頃
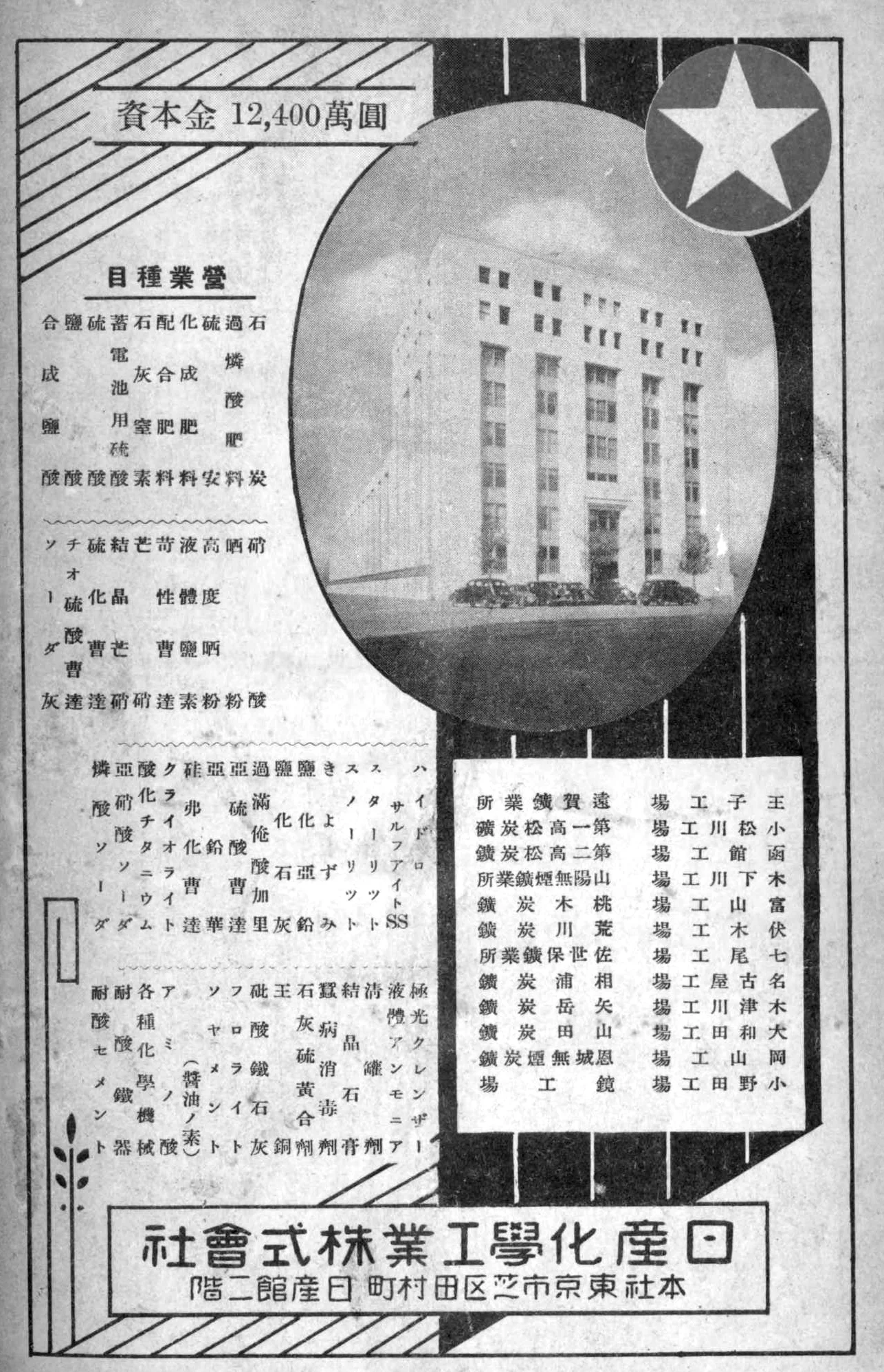
1939年の広告。写真の建物は日産館

## 事業所
- 本社：東京
- 工場：袖ケ浦、袖ケ浦工場五井製造所、埼玉、富山、名古屋、山陽小野田（旧小野田市）
- 物質科学研究所（千葉県船橋市）
- 材料科学研究所（千葉県船橋市、千葉県袖ケ浦市、富山県富山市）
- 生物科学研究所（埼玉県白岡市）
- 営業拠点：札幌、仙台、名古屋、大阪、福岡

## 主な製品

### 化学品事業
- 基礎化学品（メラミン、硫酸、硝酸、高品位尿素水）
- 環境化学品（プールおよび浄化槽用殺菌消毒剤ハイライトシリーズ、浴場用除菌剤ハイライトSPAシリーズ、封止材用等特殊エポキシ、難燃剤）

### 機能性材料事業
- 無機材料（電子材料用研磨剤等無機コロイド）
- 電子材料（液晶表示用材料ポリイミド、半導体用反射防止コーティング材等）

### 農業化学品事業
- 農薬（除草剤、殺虫剤、殺菌剤、殺虫殺菌剤、植物成長調整剤）
- 緑地管理用薬剤
- 動物用医薬品

### 医薬品事業
- 高脂血症治療剤原薬、高血圧・狭心症治療剤、外用鎮痛消炎剤

### 健康食品事業
- 霊芝をはじめ、DHA、RNAなどの健康食品[9]。

## 関係会社
2021年3月末時点、子会社 28社、関連会社11社である。

### 国内
- 日星産業
- 日産物流
- 日産緑化
- 日産エンジニアリング
- 環境技術研究所
- 日本肥糧
- サンアグロ株式会社
- クラリアント触媒株式会社
- 北海道サンアグロ株式会社

### 海外
- Nissan Chemical America Corporation (アメリカ)
- Nissan Chemical Europe S.A.S. (フランス)
- NCK Co., Ltd. (韓国)
- Nissan Chemical Agro Korea Ltd. (韓国)
- 台湾日産化学股份有限公司 (台湾)
- 日産化学製品（上海）有限公司 (中国)
- Nissan Chemical Do Brasil (ブラジル)
- Nissan Agro Tech India PVT.LTD. (インド)
- 日産化学材料科技（蘇州）有限公司 (中国)

## 在籍した人物
- 苫米地義三 - 元運輸大臣。元社長
- 石川一郎 - 元社長、会長。初代経済団体連合会会長
- 日高輝 - 元社長
- 香山蕃 - 日本ラグビーフットボール協会第3代会長。元社員
- 三木鶏郎 - 作曲家。元社員
- 坂下光明 - 元取締役。
- 瀬崎三木三 - 元社員、元日本証券代行取締役

## 諸問題
- 2022年4月25日に発生した、日産化学富山工場での硝酸設備の破損が原因で、出荷を一時取りやめる事態となった[10]。